# بيمارستان آسفي
بيمارستان آسفي هو بيمارستان أشار له لسان الدين بن الخطيب خلال حديثه عن مدينة آسفي وقال عن ناظره: «وتردد بها إلى صاحب السوق ومقيمُ رسمِ المارستان الشيخ الحاج أبو الضياء منير بن أحمد بن منير الهاشمي الجزيري» وقد كانت زيارة ابن الخطيب لآسفي في عام 761 المُوافق 1360 للميلاد. يُرجَّحُ أنَّ أبو عنان فارس (السُلطان المريني من 1348 حتى 1359 الميلادي) مُؤسِّسه. وهو البيمارستان الوَحيد في المغرب الذي لم يبقى له أي آثار.